# قائمة أجرام المجموعة الشمسية الافتراضية
أجرام النظام الشمسي الافتراضية هي الكواكب، الاقمار الطبيعية، أقمار الاقمار أو أي شيء مماثل غير مؤكد وجوده في النظام الشمسي، ولكن تم الاستدلال عليه من الأدلة العلمية المبنية على الملاحظة. على مر السنين تم اقتراح عدد من الكواكب الافتراضية، وقد تم دحض الكثير منها. ومع ذلك، حتى يومنا هذا هناك تكهنات علمية حول إمكانية وجود كواكب غير معروفة قد تكون موجودة خارج نطاق معرفتنا الحالية.

## الكواكب
- مماثل الأرض، كوكب يقع على الجانب الآخر من الشمس من كوكب الأرض.
- كوكب خامس (افتراضي)، تكهنات تاريخية حول كوكب ما بين مداري المريخ والمشتري.
  - Phaeton ، كوكب يقع بين مدارات المريخ والمشتري والذي من المفترض أن انفجاره أدى إلى تشكيل حزام الكويكب. في هذه الأيام، تعتبر هذه الفرضية غير مرجحة، لأن حزام الكويكب لا يملك سوى كتلة قليلة جدًا بحيث لا ينتج عن انفجار كوكب كبير.
  - الكوكب الخامس، كوكب يعتقد جون تشامبرز وجاك ليسوير أنه كان موجودين بين المريخ وحزام الكويكب، بناءً على محاكاة الكمبيوتر.
- الكوكب تسعة، اقترح كوكب لشرح التحالفات واضحة في مدارات عدد من الأجسام البعيدة عبر النبتون.
- الكوكب X ، كوكب افتراضي وراء نبتون. استخدم في البداية لحساب الاضطرابات المفترضة (الانحرافات المنهجية) في مدارات أورانوس ونبتون، فقد ألهم الإيمان بوجودها في النهاية البحث عن بلوتو. على الرغم من أنه تم التخلي عن المفهوم بعد إجراء قياسات أكثر دقة لكتلة نبتون، والتي تمثلت في جميع الاضطرابات المرصودة، إلا أنه أعيد تطبيقه لحساب الانحرافات المفترضة في حركات كائنات حزام كويبر. مثل هذه التفسيرات لا تزال مثيرة للجدل.
- Theia ، وهو مرمم بحجم المريخ يُعتقد أنه اصطدم بالأرض منذ حوالي 4.5 مليار عام؛ حدث الذي خلق القمر.
- فولكان، كوكب افتراضي كان يعتقد أنه موجود داخل مدار عطارد. اقترح في البداية كسبب للاضطرابات في مدار عطارد، قضى بعض علماء الفلك سنوات عديدة في البحث عن ذلك، مع العديد من الحالات من الناس الذين يدعون أنهم عثروا عليه. تم حساب الاضطرابات في مدار عطارد لاحقًا من خلال نظرية النسبية العامة لأينشتاين.
  - البراكين، الكويكبات التي قد توجد داخل منطقة مستقرة للجاذبية داخل مدار عطارد.
- Tyche ، وهو كوكب افتراضي في سحابة أورت المفترض أنه مسؤول عن إنتاج الفائض الإحصائي في المذنبات لفترة طويلة في فرقة.[1] استبعدت نتائج مسح تلسكوب وايز في عام 2014 ذلك.[2][3][4]
- في نموذج نيس ذي الخمسة كوكب، يتم إخراج كوكب عملاق خامس في المدار بين زحل وأورانوس من النظام الشمسي إلى الفضاء بين النجوم بعد مواجهة وثيقة مع كوكب المشتري، مما أدى إلى اختلاف سريع بين مدار كوكب المشتري وزحل زحل قد يكون قد كفل المدار استقرار الكواكب الأرضية في النظام الشمسي الداخلي. قد يكون عجل أيضا القصف الثقيل المتأخر للنظام الشمسي الداخلي.[5]

## أقمار
- تشيرون، قمر زحل ، ادعى هيرمان جولدشميدت بانه رصده في عام 1861، لكن لم يتم رصده من قبل أحد اخر.
- أقمار الأرض الأخرى، مثل القمر بيتي، ليليث، أقمار Waltemath وأقمار بارجبي.
- قمر عطارد، يُفترض أنه يمثل نمطًا غير عادي من الإشعاع اكتشفه مارينر 10 بالقرب من عطارد. كشفت بيانات لاحقة من البعثة أن المصدر الفعلي هو النجم 31 كريتريس.
- نيث، قمر فينوس المزعوم، اكتشف بشكل خاطئ من قبل عدد من المراقبين التلسكوبيين في القرنين السابع عشر والثامن عشر. المعروف الآن أنه غير موجود، وقد تم تفسير الكائن على أنه سلسلة من النجوم المجهولة الهوية والانعكاسات الداخلية داخل البصريات الخاصة بتصميمات التلسكوب.
- Themis ، قمر زحل الذي زعم عالم الفلك ويليام بيكرينغ أنه اكتشف في عام 1905، لكنه لم يسبق له مثيل من قبل.[6]

## نجمة
نيمسيس: هو قزم بني أو أحمرتم اقتراح وجوده من قبل الفيزيائي ريتشارد أ.مولر عام 1984 .